# Slovenská pošta
Slovenská pošta, a. s. (deutsch: Slowakische Post AG) ist das staatliche Postunternehmen in der Slowakei mit Sitz in Banská Bystrica. Es betreibt 1566 Poststellen im ganzen Land. Es ist der drittgrößte Arbeitgeber in der Slowakei.

## Geschichte
Die Slowakische Post wurde am 1. Januar 1993 durch die Aufteilung des Staatsbetriebs Správa pôšt a telekomunikácií (Post- und Telekommunikationsverwaltung) in die drei Staatsbetriebe Slovenská pošta [Slowakische Post], Slovenské telekomunikácie (heute Slovak Telekom) und Poštová novinová služba, š.p. [Postzeitungsdienst] (später Prvá novinová spoločnosť, a.s., heute aufgelöst) gegründet.